# شارکنادو ۵
شارکنادو ۵: هجوم جهانی (به انگلیسی: Sharknado 5: Global Swarming) یک تله‌فیلم آمریکایی در ژانر فاجعه و علمی تخیلی به کارگردانی آنتونی سی. فرانته با بازی ایان زیرینگ، تارا رید، کسی اسکربو، بیلی بارت و دولف لاندگرن محصول سال ۲۰۱۷ است.
در قسمت پنجم سری فیلم‌های شارک‌نادو، شاهد ماجراجویی مجدد فین شپرد و دوستانش خواهیم بود. آنها می‌بایست به سراسر دنیا سفر کنند تا جلوی پدیدهٔ طوفان پر از کوسه را بگیرند. اما…
این فیلم در راتن تومیتوز دارای رتبه تأیید ۳۰٪ بر اساس بررسی‌های ۱۰ منتقد است.